# Ludomir Różycki

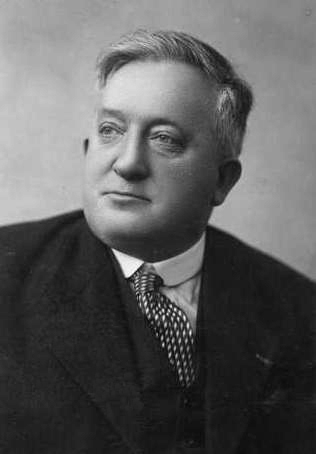
Ludomir Różycki

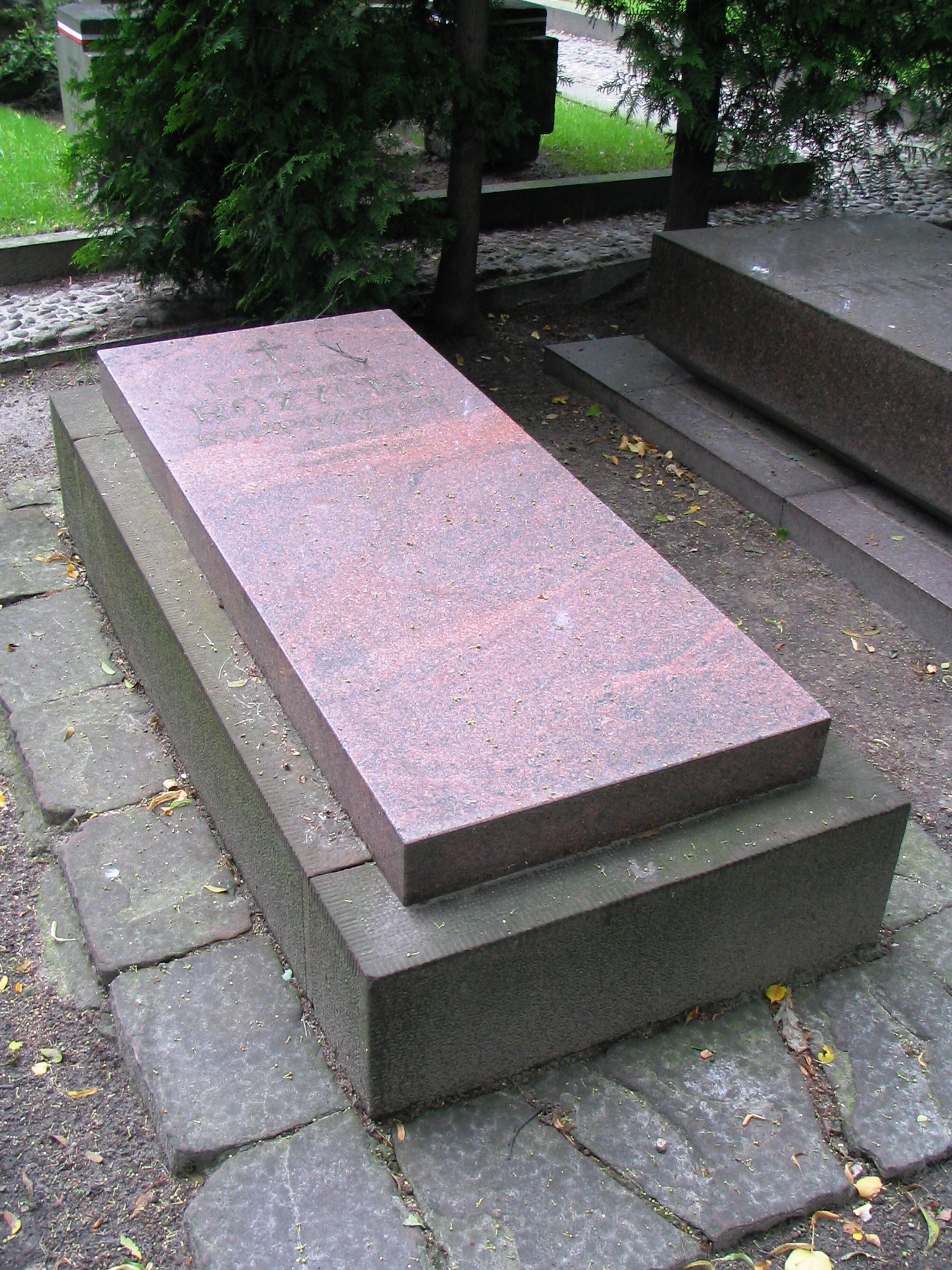
Grabplatte

Ludomir Różycki (* 18. September 1883 in Warschau; † 1. Januar 1953 in Kattowitz) war ein polnischer Komponist.

## Leben
Sein Vater war Professor am Warschauer Konservatorium. Ludomir Różycki studierte Komposition bei Zygmunt Noskowski. Nach dem Abschluss des Studiums am Warschauer Konservatorium 1904 kam er nach Berlin, wo er drei Jahre lang an der Meisterschule der Königlichen Hochschule für Musik zu Berlin bei Engelbert Humperdinck studierte.
Gemeinsam mit Karol Szymanowski, Grzegorz Fitelberg und Apolinary Szeluto gründete er 1905 die „Verlagsgesellschaft junger polnischer Komponisten“ (Spółka Nakładowa Młodych Kompozytorów Polskich), später „Junges Polen in Musik“ genannt.
Von 1907 bis 1911 war Różycki in Lemberg, wo er zum Operndirigenten und Professor am Lemberger Konservatorium berufen wurde. Nach einem Aufenthalt in Berlin kam Różycki 1918 nach Warschau, wo er sich ausschließlich der Komposition widmete. 1930 wurde er zum Professor am Warschauer Konservatorium berufen.
Während des Zweiten Weltkrieges verbrannte Różyckis Wohnung mit noch nicht veröffentlichten Werken. Różycki zog nach Kattowitz, wo er an der Musikakademie Katowice lehrte und von 1945 bis 1946 auch den Posten des Dekans der Fakultät für Musiktheorie, Komposition und Dirigieren bekleidete.
Różyckis Kompositionen gelten als konservativ. Am bekanntesten ist seine Ballettmusik (1921), betitelt nach Pan Twardowski, dem Adligen, der als polnischer Faust seine Seele dem Satan verschrieb und auf dem Rücken eines Hahnes zum Mond floh. Die bunte, farbig instrumentierte Musik bietet Choreografen Gelegenheit zu vielen Glanznummern. Das Libretto ist in Anlehnung an den gleichnamigen Roman von Józef Ignacy Kraszewski entstanden.
Seine Oper Eros und Psyche (polnischer Titel: Eros i Psyche) wurde 1917 in deutscher Sprache am Breslauer Stadttheater uraufgeführt und war vor allem in der Zeit zwischen den beiden Weltkriegen populär. Sie wurde 2017 – hundert Jahre nach der Uraufführung – in Warschau wiederbelebt.
In den Werken Różyckis sind oft Motive polnischer Volksmusik bemerkbar. Die Klavierwerke zeigen Einflüsse von Frédéric Chopin, Pjotr Iljitsch Tschaikowski und Johannes Brahms.
Różyckis Frau hatte 1944 die Noten des Violinkonzerts ihres Mannes im Garten vergraben. Diese wurden nach dem Zweiten Weltkrieg wiedergefunden und befinden sich heute in der Universitätsbibliothek Warschau. Der polnische Geiger Janusz Wawrowski hat das Werk 2021 zusammen mit dem Londoner Royal Philharmonic Orchestra auf CD eingespielt.

## Werke
- Boleslaw der Kühne (1909)
- Medusa (1912)
- Eros und Psyche (1917)
- Casanova (1923)
- Beatrixcenci (1927)
- Die Teufelsmühle (1931)

## Quelle
- Ludomir Różycki (engl.)